# 恩坎图
恩坎图（葡萄牙語：Encanto）是巴西北大河州的一个市镇。总面积125.747平方公里，总人口4856人，人口密度38.6人/平方公里。